# Machaeropteris horrifera
Machaeropteris horrifera är en fjärilsart som beskrevs av Edward Meyrick 1911. Machaeropteris horrifera ingår i släktet Machaeropteris och familjen äkta malar. Inga underarter finns listade i Catalogue of Life.